# 近衛基實
近衛 基實（このえ もとざね，1143年—1166年8月23日），平安時代末期公卿。关白藤原忠通第四子。
久安6年（1150年），8岁叙任正五位下左近衛少将。历任权中納言、权大納言。保元2年（1157年），担任正二位・右大臣。保元3年（1158年）8月，16岁担任二条天皇的关白，藤氏長者。
平治2年（1160年），任左大臣，長宽3年（1165年）为六条天皇的摄政。永万2年（1166年）7月26日，24岁得病去世。死後，追贈正一位太政大臣。
容姿色白，体痩美男。後代为五摄家之一近衛家。近衞家明治维新后又有近卫文麿。

## 官历
| 和历     | 西历   | 月日 （旧历） | 内容                                                                                         |
| -------- | ------ | ------------- | -------------------------------------------------------------------------------------------- |
| 久安6年  | 1150年 | 12月25日      | 元服，叙位正五位下。任官左近衛少将。                                                         |
| 久安7年  | 1151年 | 1月6日        | 昇叙從四位下，左近衛少将如故。                                                               |
| 仁平元年 | 1151年 | 不詳          | 兼任近江介。                                                                                 |
| 仁平元年 | 1151年 | 2月2日        | 昇叙正四位下，左近衛少将・近江介如故。                                                       |
| 仁平2年  | 1152年 | 3月8日        | 昇叙從三位，左近衛少将如故。                                                                 |
| 仁平2年  | 1152年 | 9月9日        | 轉任左近衛中将。                                                                             |
| 仁平3年  | 1153年 | 1月7日        | 昇叙正三位，左近衛中将如故。                                                                 |
| 仁平3年  | 1153年 | 1月21日       | 兼任播磨权守。                                                                               |
| 仁平4年  | 1154年 | 1月27日       | 轉任权中納言，兼任左衛門督。                                                                 |
| 保元元年 | 1154年 | 9月13日       | 轉任权大納言，左衛門督如故。                                                                 |
| 保元元年 | 1154年 | 9月17日       | 昇叙從二位,权大納言・左衛門督如故。                                                          |
| 保元元年 | 1154年 | 10月28日      | 橘氏長者宣下                                                                                 |
| 保元2年  | 1157年 | 1月24日       | 昇叙正二位，权大納言・左衛門督如故。                                                         |
| 保元2年  | 1157年 | 8月19日       | 轉任右大臣。                                                                                 |
| 保元2年  | 1157年 | 12月17日      | 兼任東宮（守仁親王）傅。                                                                     |
| 保元3年  | 1158年 | 8月11日       | 關白宣下，藤原氏長者宣下，右大臣如故。列座太政大臣從一位藤原宗輔、左大臣正二位藤原伊通之下。 |
| 平治2年  | 1160年 | 8月11日       | 轉任左大臣，關白・藤原氏長者如故。列座正二位守太政大臣藤原伊通之次座。                       |
| 長宽2年  | 1164年 | 閏10月7日     | 辞左大臣。                                                                                   |
| 長宽3年  | 1165年 | 2月3日        | 正二位守太政大臣藤原伊通薨，為一座。                                                         |
| 長宽3年  | 1165年 | 6月25日       | 関白止，攝政宣下。                                                                           |
| 永万2年  | 1166年 | 7月26日       | 薨。享年24歲。                                                                               |
| 永万2年  | 1166年 | 8月12日       | 贈正一位太政大臣。                                                                           |

## 系譜
- 父：藤原忠通
- 母：源信子（源国信之女）
- 正室：平盛子（平清盛之女）
- 妻：藤原忠隆之女
  - 長男：近衞基通（1160-1233）
- 妻：藤原顯輔之女
  - 次男：粟田口忠良（1164-1225）
  - 女子：近衛通子（1163-?） - 高倉天皇妃、安德天皇准母、准三宮
- 妻：源盛經之女
  - 男子：覺尊
- 生母不明
  - 男子：祐覺
  - 男子：道鑑

| 王位覬覦者                         | 王位覬覦者                           | 王位覬覦者                         |
| ---------------------------------- | ------------------------------------ | ---------------------------------- |
| 無 原因：近衛家成立                | 近衛家當主 1162年－1166年8月23日     | 繼任： 近衛基通                    |
| 前任： 藤原忠通                    | 藤氏長者 1158年9月5日－1166年8月23日 | 繼任： 松殿基房                    |
| 官衔                               |                                      |                                    |
| 前任： 藤原宗輔                    | 右大臣 1157年9月24日－1160年9月12日  | 繼任： 德大寺實能                  |
| 前任： 藤原伊通                    | 左大臣 1160年9月12日－1164年12月2日  | 繼任： 松殿基房                    |
| 前任： 藤原忠通                    | 關白 1158年9月5日－1165年8月3日      | 空缺下一位持有相同頭銜者：松殿基房 |
| 空缺上一位持有相同頭銜者：藤原忠通 | 攝政 1165年8月3日－1166年8月23日     | 繼任： 松殿基房                    |